# Aleksandr Błażko
Aleksandr Siergiejewicz Błażko, ros. Александр Сергеевич Блажко (ur. 18 września 1980 w Gusinooziorsku, w Buriacji) – dowódca 288 brygady artylerii 1 Gwardyjskiej Armii Pancernej Zachodniego Okręgu Wojskowego Sił Zbrojnych Federacji Rosyjskiej, pułkownik. 
Został umieszczony na liście przestępców wojennych, publikowanej przez Główny Zarząd Wywiadu Ministerstwa Obrony Ukrainy. 
W 2003 ukończył Jekaterynburgską Wyższą Dowódczą Szkołę Artyleryjską w Jekaterynburgu. W latach 2013–2019 był zastępcą dowódcy 288 brygady artylerii w Mulino, wchodzącej w skład 1 Gwardyjskiej Armii Pancernej, a od 2019 dowodzi tą brygadą. 
Według strony ukraińskiej jest bezpośrednio zaangażowany w inwazję wojskową na Ukrainę i zaangażowany w planowanie użycia masowego ciężkiego uzbrojenia ofensywnego przez jednostki artyleryjskie 1 Gwardyjskiej Armii Pancernej podczas ostrzału osad; jego podwładni dokonywali ostrzału miast i wsi w rejonie Sum i Charkowa, co doprowadziło do znacznych strat wśród ludności cywilnej.